# نقوش برجسته هخامنشی
بسیاری از محققین، هنر دورهٔ هخامنشی را هنری تقلیدی دانسته و سهم هنرمندان «بابل، آشور، اورارتو، مصر، یونان، عیلام را در تشکیل هنر هخامنشی مؤثر دانسته‌اند» (پاکباز، ۱۳۸۴، 17). همچنین برخی «نقوش برجسته را تاثیر هنر یونان و اغلب به طور کلی کار یک سنگ تراش یونانی می‌دانند» (پرادا، ۱۳۸۳، 224). بنابراین بسیاری هر آنچه در تخت جمشید است اعم از معماری، پیکرتراشی… را برگرفته از سایر اقوام می‌دانند و «اهمیت اقتباسی که هنر ایران از هنر تمدن‌های قدیم مشرق زمین کرده نیز غیر قابل انکار» (گیرشمن، ۱۳۷۱، 222)دانسته‌اند؛ و برخی نیز حتی پیکر تراشی هخامنشی را کاملاً متأثر از نقوش برجسته آشور می‌دانند و نقش هنرمند هخامنشی را نا دیده گرفته‌اند."والزر" آن نقوش را "الگوی بی واسطهٔ کنده کاری‌های هخامنشی " می‌داند (والزر، ۱۳۵۲، 12) و نمونه بارز در این مورد «مقایسه ای از سرهای داریوش و آشور بانی پال است که اطلاعاتی را که نیازمندیم به ما می‌دهد» (BOARDMAN, 2000,107).
در بارهٔ سنگ‌تراشی هخامنشی گفته شده که "ابتکار در آن کمتر و تقلید در آن بیشتر است "(رضازاده شفق، ۱۳۲۰، 5). و «شکی نیست که ایرانیان از یونانی‌ها و مصری‌ها و آشوری‌ها برای ساختمان ابنیه خود تقلید کرده‌اند» (بهنام، ۱۳۲۶، 390)، البته در جایی هرتسفلد گفته «نقوش تخت جمشید نه از حیث تصور موضوعات و نه از لحاظ اصل کلی تزیینات و ترتیب صفوف ممتد که استحکام و مهارت کامل صنعت معماری از آن هویداست نه از لحاظ دقائق و تفاصیل جزئیات و شکوه دوره رسمی که از آن پیداست ابداً شباهتی به آثار یونانی ندارد» (سامی، ۱۳۴۸، 131).
مسلماً تمدن‌ها به جهت همجواری تأثیراتی بر یکدیگر می‌گذارند، ایران و بین‌النهرین نیز از این امر مستثنی نبوده اما این مطلب که پیکر تراشی هخامنشی را کاملاً وام دار یونانیان و آشوریان بدانیم نمی‌تواند درست باشد، با مطالعه همین نقوش می‌توان پی به این مسئله برد که ساخت چنین نقوش برجسته ای که در دورهٔ خود بی نظیر بوده به حتم هماهنگ با اندیشهٔ سازندگان خود بوده‌است.
تفاوت‌های زیادی بین هنر هخامنشی و آشوری دیده می‌شود که بی ارتباط با خلاقیت هنرمند هخامنشی نیست. هنرمندان ایرانی «تکنیک‌های مهارتی بیشتری از مصریان و آشوریان دارند» (PERROT, 1892, 445)، «آنچه در این جا کاملاً ایرانی است سبک هنری و وحدتی است که از نظر زیبایی به این نقوش داده شده‌است» (دهه، ۱۳۴۵، 188).

## فهرست منابع
- بهنام، عیسی (1326)، صنایع ایران در زمان سلطنت داریوش و خشایار شا، جهان نو، شماره نوزدهم، سال دوم.
- پاکباز، رویین (1383)، نقاشی ایران از دیروز تا امروز، زرین و سیمین، چ چهارم، تهران.
- پرادا، ادیت (1383)، هنر ایران باستان،  یوسف مجید زاده، دانشگاه تهران، چ دوم، تهران.
- دهه (1345)، مبدا و مفهوم نقوش سمبلیک در تخت جمشید، مجله دانشکده ادبیات، ش2، سال 14، 175-215.
- رضا زاده شفق،صادق (1320)، مسئله تقلید و ابتکار در صنایع هخامنشی، ایران امروز، ج3، ش4، 6-5.
- سامی، علی (1348)، پارسه، چاپخانه موسوی شیراز، چ5، شیراز.
- گیرشمن، رمان (1371)، هنر ایران در دوران ماد و هخامنشی، عیسی بهنام، علمی و فرهنگی، تهران.
- والزر، گرلد (1352)، نقوش اقوام شاهنشاهی هخامنشی بنابر هجاری‌های تخت جمشید، دورا اسمودا خوبنظربا همکاری شاپور شهبازی، دانشگاه شیراز، شیراز.
- BOARDMAN, JOHN. (2000), Persia and the west an Archaeological investigation Of the Achaemenid Art, London.
- PERROT,GEORGE. CHARLES CHIPIEZ (1976), HISTORY OF ART IN PERSIA, IMPERAL ORGANIZATION FOR SOCIAL SERVICES.